# Пімсірі Сірікаев
Пімсірі Сірікаев (тай. พิมศิริ ศิริแก้; нар. 25 квітня 1990, Кхонкен, Таїланд) — тайська важкоатлетка, срібна призерка Олімпійських ігор у вазі до 58 кг (2012).
На чемпіонаті світу з важкої атлетики 2011 року Пімсірі посіла 3-є місце із загальним результатом 230 кг (99 кг у ривку і 131 кг у поштовху), поступившись білорусці Анастасії Новіковій і китаянці Лі Сюеін.
На Олімпійських іграх у Лондоні Пімсірі Сірікаев посіла друге місце з результатом 236 кг (100 у ривку і 136 у поштовху), поступившись на 10 кг Лі Сюеін і випередивши на 1 кг українку Юлію Каліну.